# Oblastní rada Chof Aškelon
Oblastní rada Chof Aškelon (hebrejsky מועצה אזורית חוף אשקלון, Mo'aca azorit Chof Aškelon, doslova „Oblastní rada Aškelonského pobřeží“) je oblastní rada v jižním distriktu v Izraeli.

## Geografie

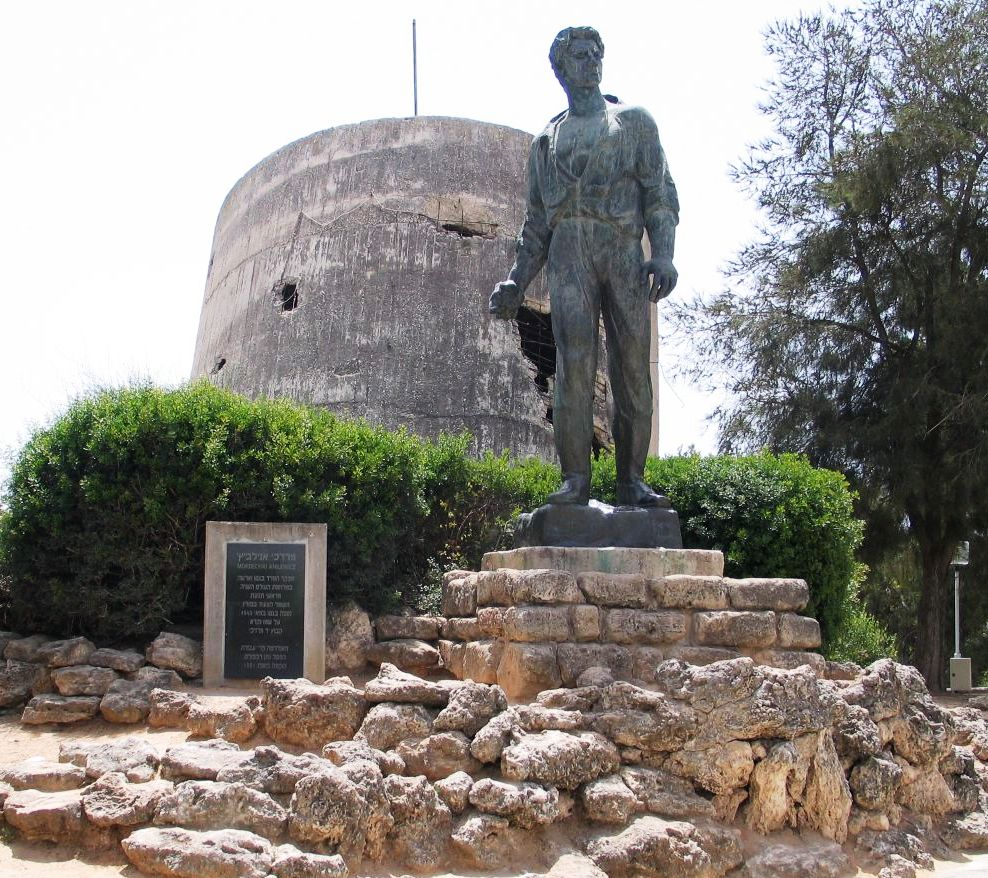
Památník Mordechaje Anielewicze, vůdce Povstání ve varšavském ghettu, v kibucu Jad Mordechaj

Rozkládá se na celkové ploše 167 km2 v průměrné nadmořské výšce 22 m n. m. v pobřežní planině, v regionu Šefela, nedaleko severního okraje pouště Negev. Její území obepíná město Aškelon a zahrnuje zemědělskou krajinu okolo tohoto města, které ale samo pod jurisdikci rady nespadá. Na severu sousedí rada s Oblastní radou Be'er Tuvia, na východě s radami Be'er Tuvia, Lachiš, Šafir a Jo'av, na jihu s radou Ša'ar ha-Negev a s pásmem Gazy. Na západě pak hranici rady tvoří (kromě města Aškelon) břeh Středozemního moře.

## Dějiny
Židovská sídelní síť zde začala vznikat už ve 40. letech 20. století za mandátní Palestiny (například vesnice Jad Mordechaj nebo Nicanim). Během války za nezávislost v roce 1948 opustila region arabská populace. Plánovitě zde pak došlo k zřízení soustavy židovských zemědělských vesnic.
Oblastní rada Chof Aškelon byla založena roku 1950. Po roce 2005 se v prostoru oblastní rady usadilo několik tisíc Židů evakuovaných v rámci plánu jednostranného stažení z osad v pásmu Gazy. Vznikla tu pro ně mimo jiné nová obec Nican Bet. Blízkost k pásmu Gazy ovládaného hnutím Hamás se projevuje i opakovanými útoky raketami Kassám, které na zdejší vesnice míří.

Starostou rady je יאיר פרג'ון - Ja'ir Fardžoun. Rada má velké pravomoci zejména v provozování škol, územním plánování a stavebním řízení nebo v ekologických otázkách.

## Seznam sídel
Oblastní rada Chof Aškelon sdružuje celkem 20 sídel, z toho pět kibuců, jedenáct mošavů, tři společné osady a jedna mládežnická vesnice (youth village).
Kibucy
- Gvar'am
- Jad Mordechaj
- Karmija
- Nicanim
- Zikim

Mošavy
| - Bejt Šikma - Berechja - Ge'a - Chelec - Hodaja - Kochav Micha'el | - Maš'en - Mavki'im - Nir Jisra'el - Netiv ha-Asara - Talmej Jafe |

Společné osady
- Bat Hadar
- Be'er Ganim
- Nican
- Nican Bet

Mládežnická osada
- Kfar Silver

## Demografie
K 31. prosinci 2014 žilo v Oblastní radě Chof Aškelon 15 600 obyvatel. Z celkové populace bylo 15 300 Židů. Včetně statistické kategorie „ostatní“ tedy nearabští obyvatelé židovského původu, ale bez formální příslušnosti k židovskému náboženství jich bylo 15 600. Podle Centrálního statistického úřadu žilo v oblastní radě k roku 2007 celkem 12 500 obyvatel a obyvatelstvo rady bylo téměř výhradně židovské (97,9 %). Roční přírůstek činil 5,5%.
| Rok            | 1961  | 1972  | 1983  | 1995  | 2006   | 2008   | 2009   | 2010   | 2011   | 2012   | 2013   | 2014   |
| -------------- | ----- | ----- | ----- | ----- | ------ | ------ | ------ | ------ | ------ | ------ | ------ | ------ |
| Počet obyvatel | 5 000 | 6 100 | 7 000 | 7 400 | 12 000 | 12 600 | 13 000 | 13 500 | 14 100 | 14 700 | 15 000 | 15 600 |